# Río Parañaque
Río Parañaque (en filipino: Ilog Parañaque) es un río al norte del país asiático de Filipinas, específicamente ubicado en el isla de Luzón. Se encuentra al sur del área Metropolitana de Manila o Gran Manila, pasa por la Ciudad Pasay y ciudad Parañaque situadas cerca del Aeropuerto internacional Ninoy Aquino. Este río tiene un afluente que se conecta a la bahía de Manila.